# Orchis punctulata
Orchis punctulata är en orkidéart som beskrevs av Christian von Steven och John Lindley. Orchis punctulata ingår i släktet nycklar, och familjen orkidéer. Inga underarter finns listade i Catalogue of Life.

## Bildgalleri

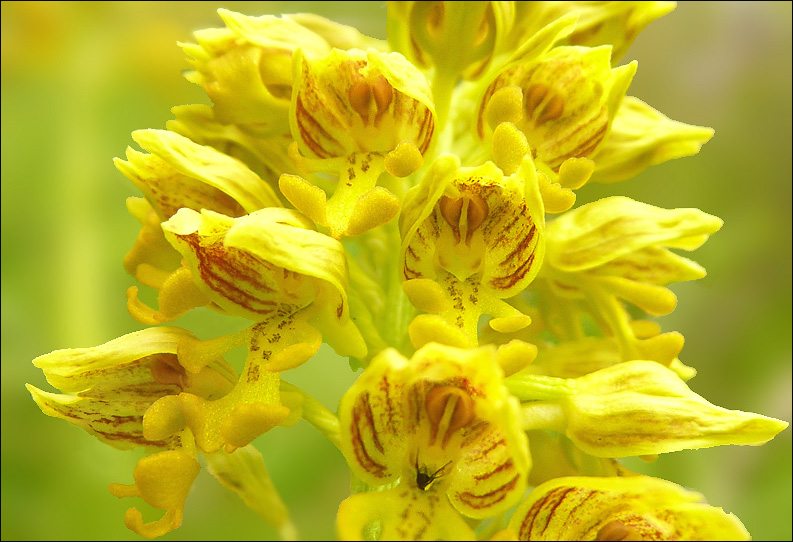
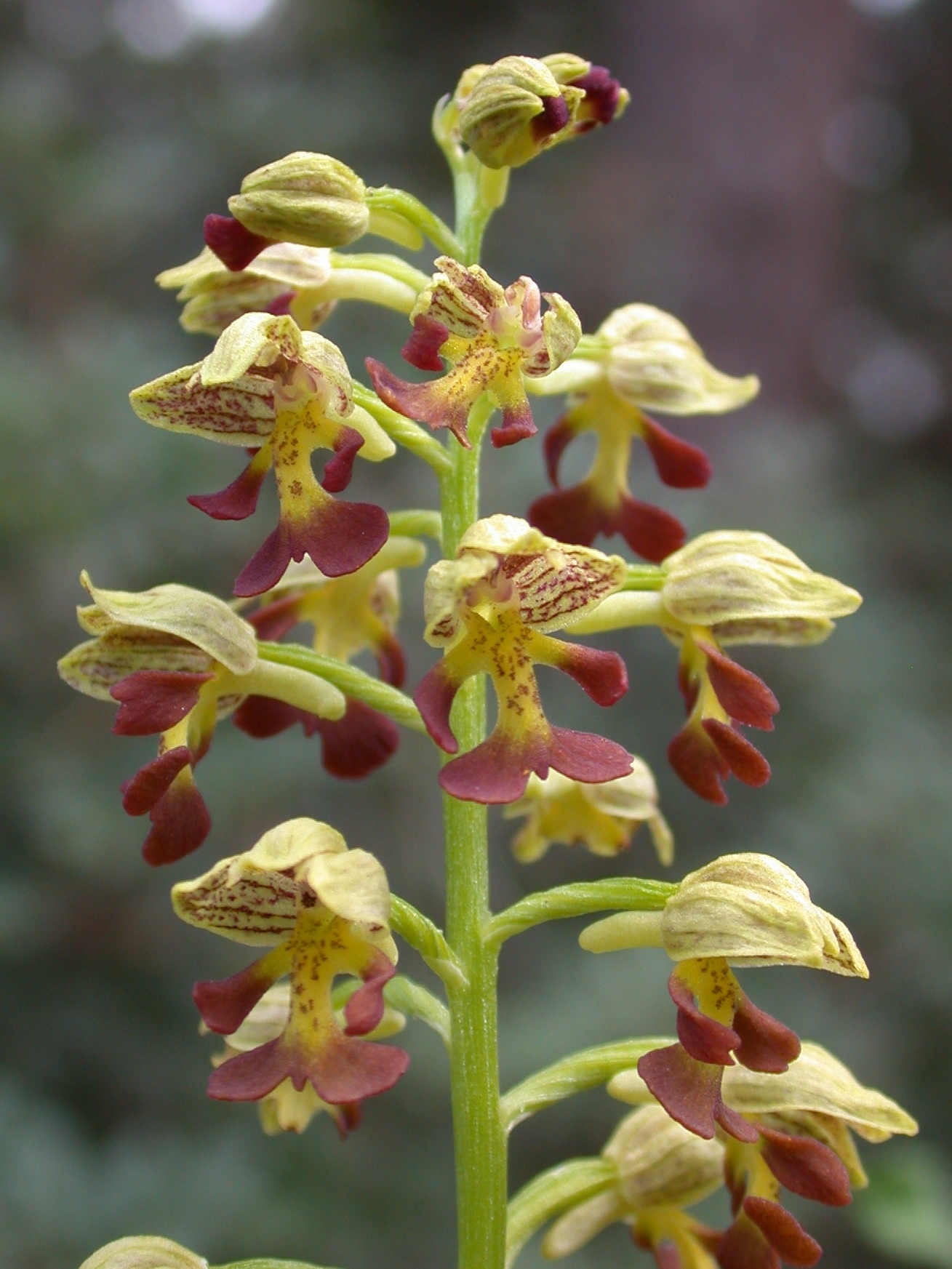
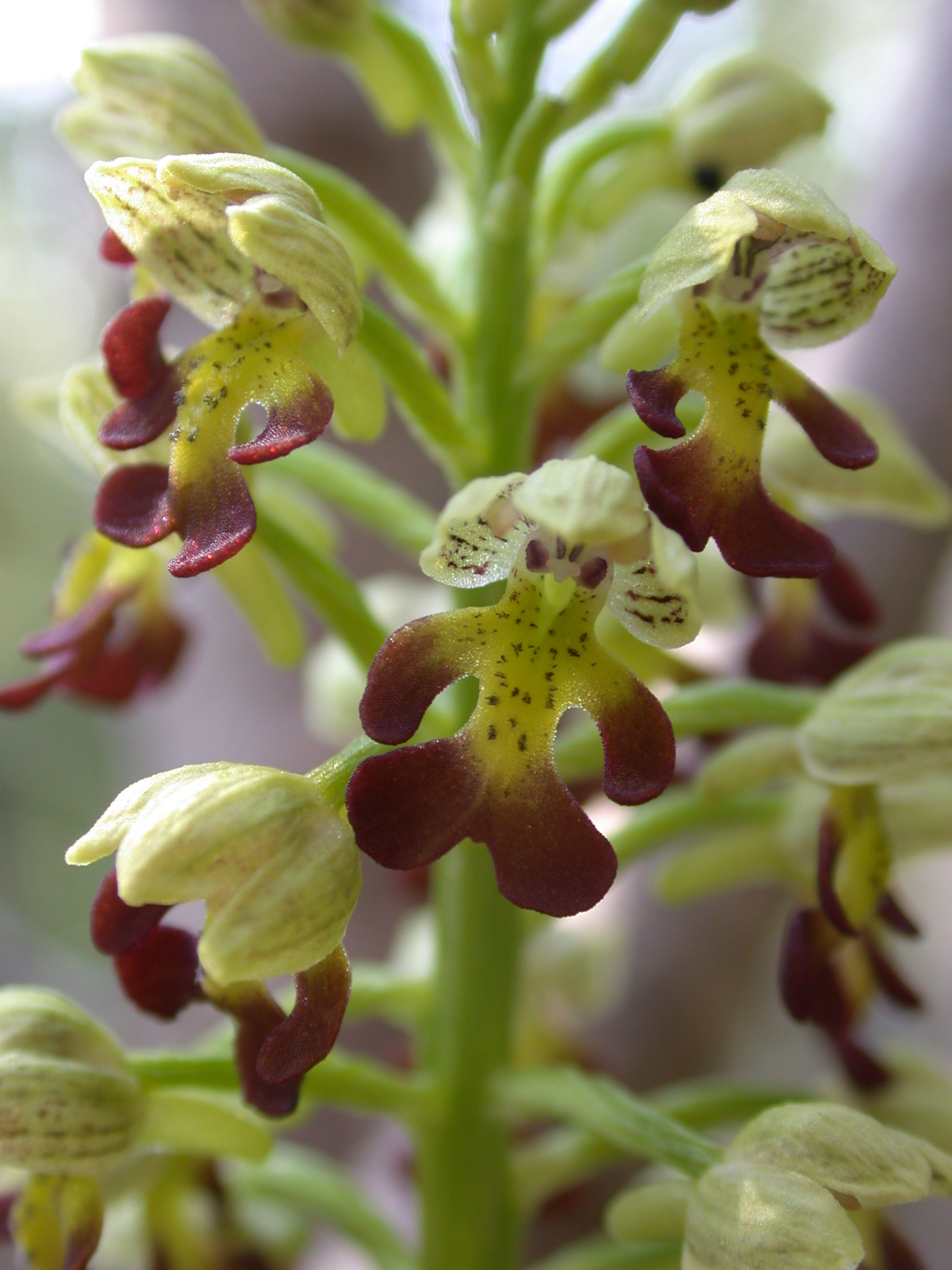
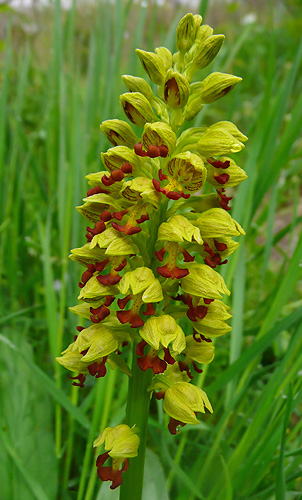
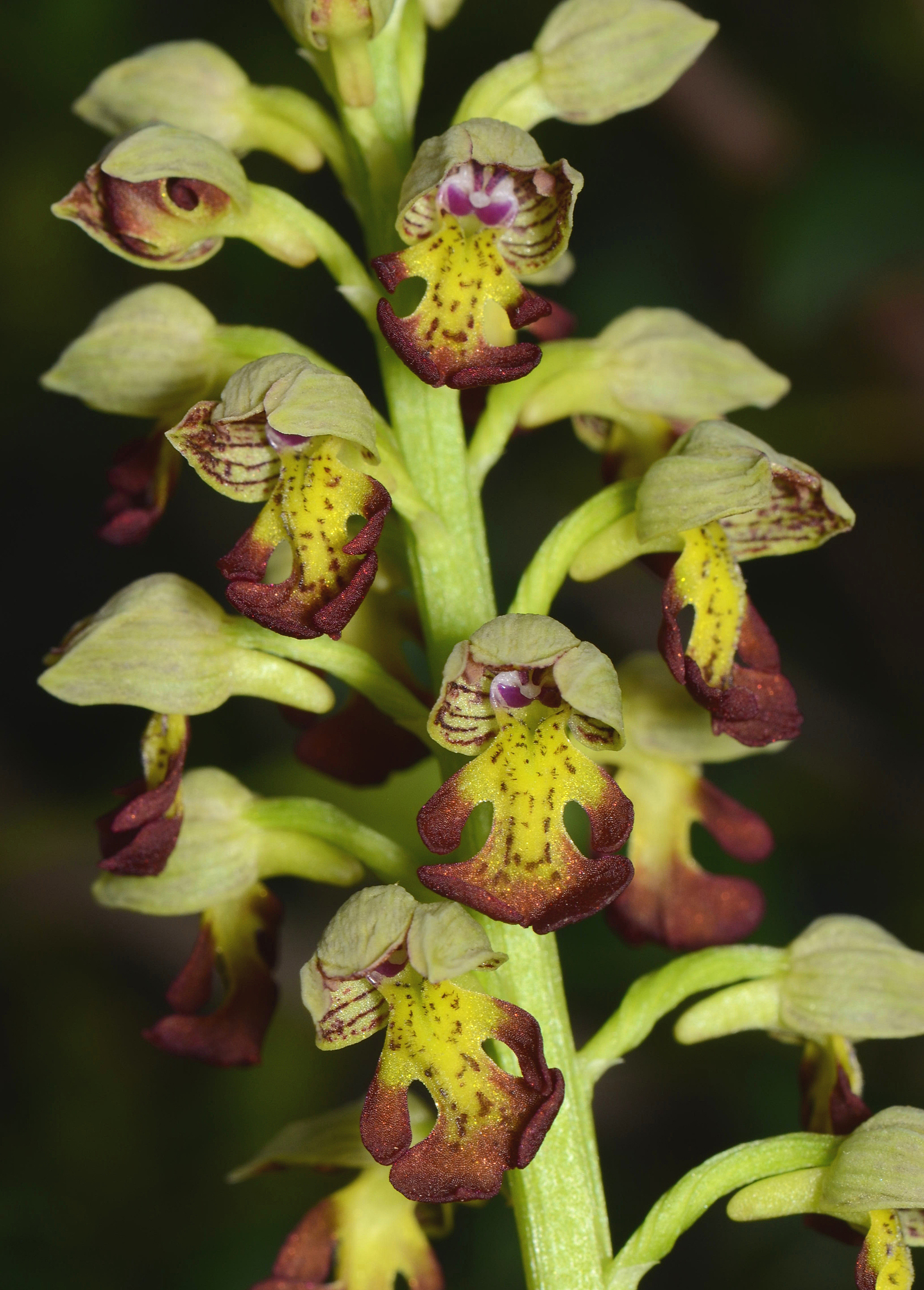
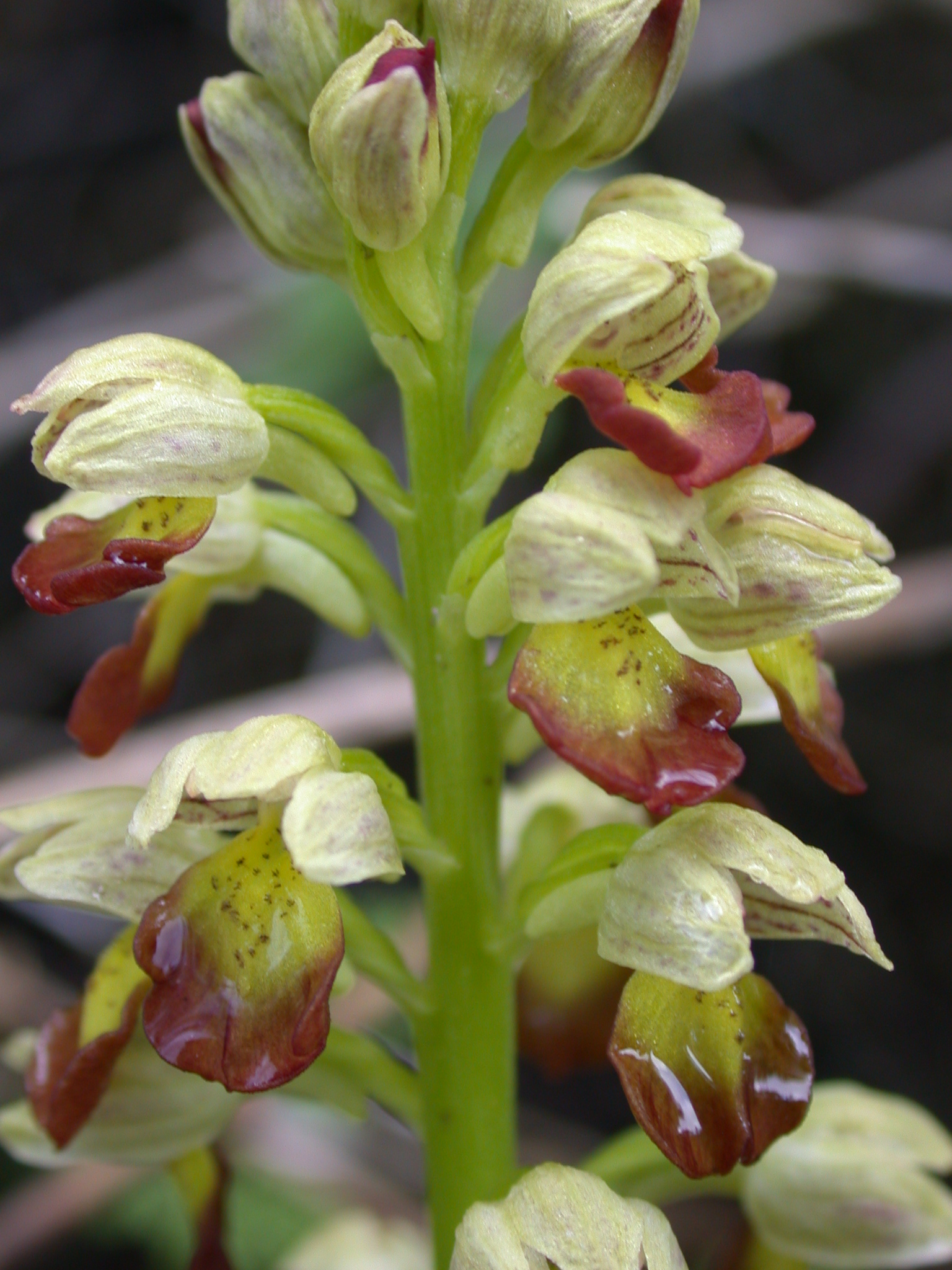